# Van Beveren
Die van Beveren sind eine mittelgroße, aus Belgien stammende Kaninchenrasse. In Deutschland sind die van Beveren nicht als Rasse anerkannt.

## Aussehen der van Beveren
Die van Beveren unterscheiden sich von den anderen Kaninchen durch ihren Körperbau. Die Körperform der van Beveren gleicht einer umgekehrten Mandoline oder einer längs aufgeschnittenen Birne. Die Hinterpartie ist stark entwickelt und so breit wie hoch, zu den Schultern zu wird der Körper schmaler, die aufsteigende Rückenlinie soll eine vollkommene Rundung bilden. Während die Hinterläufe kräftig sind, werden die Vorderläufe fein verlangt. Das Gewicht der van Beveren beträgt 3,5 bis 4,5 kg.

## Geschichte der Rasse
Die Rasse stammt aus Beveren-Waas, über ihre Entstehung ist wenig bekannt. Sandford erwähnt die Möglichkeit, dass die van Beveren aus Kreuzungen zwischen Blauen Wienern und Blauen von St. Niklaas entstanden sein könnten.
Die erste Sonderschau für diese Rasse fand 1902 statt. Bereits 1915 gelangte die Rasse nach Großbritannien, wo weitere Farbschläge gezüchtet wurden. Dabei sollen zwei Schläge dorthin gebracht worden sein, ein leichterer Schlag von etwa 2,5 kg und ein schwerer.
In Großbritannien entstanden rasch weitere Farbschläge, so ein schwarzer (1919 erstmals als „Sitka“ gezeigt), sowie ein brauner.
Farbenschläge
- Blau:

Genetisch entspricht das Blau der Blauen van Beveren dem Blauen Wiener, wird jedoch heller gezüchtet, im Prinzip eine Zwischentönung zwischen Blauen Wienern und Marburger Feh.
- Weiße van Beveren

Weiße van Beveren sind reinweiße, blauäugige leuzistische Tiere. In Großbritannien und Belgien ist der auch der rotäugige albinotische Farbenschlag bekannt.
- Schwarz, zugelassen in Belgien und Großbritannien
- Pointed Beveren

Eine britische Rasse die in den Farbenschlägen schwarz und blau in den zwanziger Jahren entwickelt wurde. 1928 als Pointed Fox in Großbritannien als Rasse anerkannt, 1931 wurde die Rasse in Pointed Beveren umbenannt, starb aber bereits in den dreißiger Jahren wieder aus und wurde in den 1980er Jahren erneut gezüchtet. Die Tiere gleichen im Bau und Gewicht völlig den van Beveren, von denen sie sich durch weißgespitzte, am ganzen Körper verteilte Haare unterscheiden.